# さくらの森パーク
さくらの森パーク（さくらのもりパーク）は茨城県猿島郡境町に所在する境町および旧三和町・旧猿島町が設置、境町が管理・運営する公園である。

## 概要
このさくらの森パークは流域下水道処理施設である「利根左岸猿島流域下水道　さしまアクアステーション」（下水道事業）の整備に伴い、猿島郡境町・旧三和町（現：古河市）・旧猿島町（現：坂東市）の三町によって地域への還元施設として整備された。園内には八重桜やボタン桜など約420本が植樹されており、春には境町の桜名所の一つとなる。この他、高さ15mの展望台が設けられており、利根川をはじめ周辺を眺望することができる。この展望台にはローラースライダーが2本（延長61mおよび27m）設けられている。

## 施設
- 冒険広場
  - 展望台
  - ローラースライダー
  - 斜面遊具
- 中央広場
- 野外ステージ
- ちびっこ広場
  - コンビネーション遊具
  - スプリング遊具
- シーソー＆ローラー
- フープトンネル
- 小山
- さくらの森
- 多目的広場
- ボーイスカウト会館
- ベンチ
- 水道
- 桜
- 駐車場
- トイレ

## 所在地
- 〒306-0404
- 茨城県猿島郡境町大字長井戸2874[3]

## 周辺・関連項目
- 利根川
- 宮戸川
- 中央排水路
- 猿島郡環境センター
- 境町立境第一中学校
- 境町社会福祉会館
- 茨城西南医療センター病院
- さしまアクアステーション
- 境町立境小学校
- 境町役場